# مرغ حق جنگل بارانی
مرغ حق جنگل بارانی (نام علمی: Otus rutilus)، همچنین به عنوان مرغ حق مالاگاسی یا مرغ حق ماداگاسکار شناخته می‌شود، گونه‌ای از جغدها از خانواده جغدان راستین است که در بخش بزرگی از شرق ماداگاسکار یافت می‌شود، اما محدوده دقیق پراکندگی بین آن و مرغ حق توروتوروکا (O. madagascariensis)، که مدت‌ها با آن هم‌نوع در نظر گرفته می‌شد، نیاز به مطالعه بیشتر دارد.
مرغ حق جنگل‌های بارانی بومی ماداگاسکار است، جایی که در شرق جزیره یافت می‌شود. همان‌طور که از نام رایج آن پیداست، جنگل‌ها و بیشه‌های گرمسیری مرطوب را ترجیح می‌دهد.